# Невзоров, Николай Кесарьевич
Никола́й Кесарьевич (Кесаревич) Невзо́ров (1848—1904) — российский педагог, писатель
, историк литературы.

## Биография
Родился в семье Кесария Невзорова, выпускника Костромской духовной семинарии (1844), священника Костромской губернии.
Окончил курс Костромской духовной семинарии (1870) и Казанской духовной академии (1874) со степенью кандидата богословских наук. Затем получил в Казанском университете звание учителя русского языка и преподавал этот предмет в Казанском учительском институте и Казанском реальном училище.
В 1886 году был переведён в 3-ю Санкт-Петербургскую гимназию преподавателем русского языка в старших классах; несколько лет (1890—1897) был в гимназии инспектором. Кроме того, преподавал в Анненской школе.
Был награждён орденами Св. Станислава 2-й степени и Св. Анны 3-й степени. Произведён в чин действительного статского советника 6 мая 1895 года.
В 1897 году был назначен директором в 7-ю Петербургскую гимназию; одновременно преподавал в ней русский язык в младших классах.
Был членом учебного комитета при Святейшем синоде. Свободное от административных дел время посвящал литературным занятиям. Ему принадлежит ряд печатных работ по истории литературы и педагогике.
Скоропостижно скончался от кровоизлияния в мозг 31 мая 1904 года.